# Altaspiratella
Altaspiratella is een geslacht van uitgestorven weekdieren uit de klasse van de Gastropoda (slakken).

## Soorten
- Altaspiratella bearnensis (Curry, 1982) †
- Altaspiratella elongatoidea (Aldrich, 1887) †